# Louise von Bose

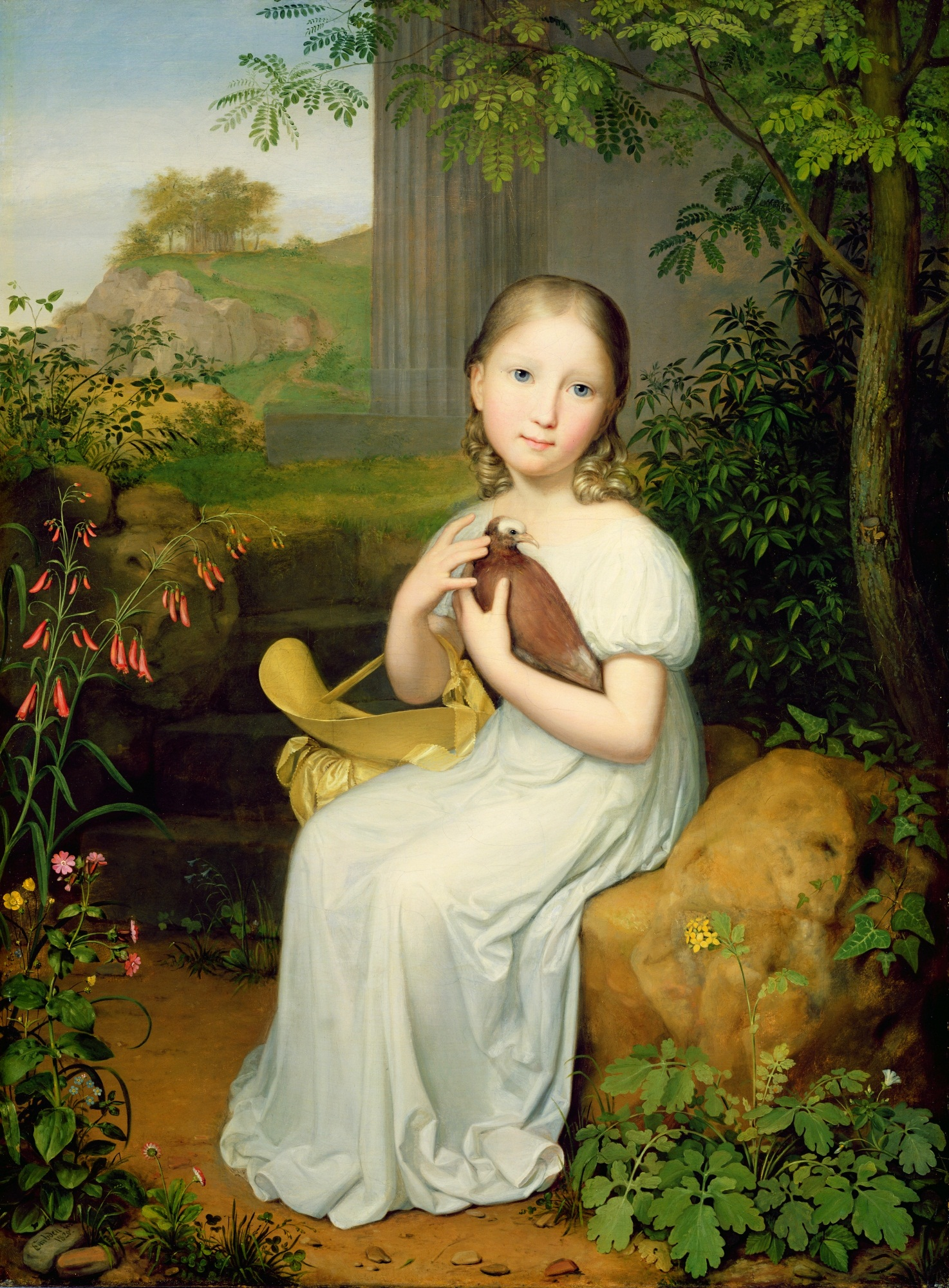
Portret Louise Bose jako małej dziewczynki

Louise Bose (z domu von Reichenbach-Lessonitz, ur. 26 lutego 1813 w Berlinie, zm. 3 października 1883 w Baden-Baden) – niemiecka patronka sztuk i nauk, zwłaszcza nauk ścisłych i biologicznych.
Była córką Wilhelma II (Hessen-Kassel) oraz Emilie von Reichenbach-Lessonitz. Wyszła za mąż za Carla Augusta Bose (1814–1887) w 1845.
Utworzyła fundację dla nauk biologicznych we Frankfurcie i na Uniwersytecie w Marburgu.